# Лебедев, Виктор Борисович
Виктор Борисович Лебедев (1945—2018) — российский учёный в области моделирования сложных систем, доктор технических наук, профессор.

## Биография
Окончил Пензенский политехнический институт (1968, с отличием). С 1968 по 1971 г. служил в Вооруженных Силах СССР.
С 1971 г. в Пензенском государственном университете: инженер НИС, младший научный сотрудник, с 1972 ассистент, с 1975 старший преподаватель, с 1977 г. доцент, в 1981—1986 заведующий кафедрой, с 1986 доцент, с 1999 профессор кафедры «Информационное обеспечение управления и производства». Читал курсы: Информационное обеспечение управления, Системы электронного документирования, Информационные технологии в документоведении.
Доктор технических наук (1999), профессор (2001).
Область научных интересов — применение методов теории решёток для моделирования и анализа данных, распознавания образов, моделирования сложных систем, управления в социальных и экономических системах.
Умер 25 мая 2018 года.

## Диссертации
- Вопросы прикладного анализа случайных процессов на ЭЦВМ методом многоэкстремальной аппроксимации : диссертация … кандидата технических наук : 05.13.13. — Ленинград, 1975. — 147 с. : ил.
- Методы и средства инвариантного комбинаторно-упорядоченного моделирования элементов и устройств вычислительной техники : диссертация … доктора технических наук : 05.13.05. — Пенза, 1998. — 443 с. : ил.

## Публикации
- Машинная подготовка управляющих перфолент при автоматизированном конструировании ЭВА : Учеб. пособие / В. Б. Лебедев, В. В. Пикулин. — Пенза : ППИ, 1981. — 111 с. : ил.; 20 см.
- Структурный анализ систем управления : Учеб. пособие / В. Б. Лебедев; М-во образования Рос. Федерации. Пенз. гос. ун-т. — Пенза : Изд-во Пенз. гос. ун-та, 2000. — 97, [2] с. : ил.; 20 см.
- Лебедев В. Б. Моделирование структуры данных методами теории решеток // Проблемы информатики в образовании, управлении, экономике и технике: сборник статей X Международной научно-технической конференции — Пенза : Изд-во ПДЗ, 2010 .- С. 41-45.
- Лебедев В. Б., Минаев В. Е. Построение изоморфных решёток в задаче дискретной классификации // Универси- тетское образование: сборник статей XII Международной научно-методической конференции. — Пенза : Изд-во ПГУ, 2008 .- С. 247—249.
- Модели и метод анализа результативности деятельности научных организаций на основе теории решеток [Текст] / А. В. Котельников, авт. В. Б. Лебедев // Известия высших учебных заведений. Поволжский регион. Технические науки. — 2015. — № 3 (35). — С. 46-54 : ил. -
- Моделирование данных информационных систем методами теории решеток [Текст] / В. Б. Лебедев, авт. Е. А. Федотов // Известия высших учебных заведений. Поволжский регион. Технические науки. — 2015. — № 3 (35). — С. 104—110 : ил. — Библиогр.: с. 109 (5 назв.). — Заглавие, аннотация, ключевые слова, список литературы на русском и английском языках . — ISSN 2072-3059
- В. Б. Лебедев, Е. В. Паршина // Проблемы информатики в образовании, управлении, экономике и технике : сб. ст. XI Междунар. науч.-техн. конф. — Пенза : Приволжский дом знаний, 2011. — С. 212—214.

Список публикаций: https://elibrary.ru/author_items.asp?authorid=182501